# عیب رندان مکن ای زاهد پاکیزه‌سرشت
غزلی با مطلع «عیب رندان مکن ای زاهد پاکیزه سرشت»، غزل شمارهٔ ۸۰ از دیوانِ حافظ در تصحیحِ محمد قزوینی و قاسم غنی است.

## در دیگر آثار هنری
در نسخهٔ کتابخانهٔ رضا در هند که کتابت‌شده در خراسان و به‌تاریخ ه‍.ق/۱۵۷۵ م و مصورشده به‌تاریخ اواخر سدهٔ ۱۰ و اوایل سدهٔ ۱۱ ه‍.ق (دورهٔ اکبر) نیز نگاره‌ای بر مبنای این غزل با عنوان نگارهٔ آدم موجود است.